# Didier Bouvet
Didier Bouvet (Thonon-les-Bains, 6 marzo 1961) è un ex sciatore alpino francese.

## Biografia

### Carriera sciistica
Specialista delle prove tecniche originario di Abondance, Didier Bouvet ottenne il primo piazzamento in Coppa del Mondo il 9 dicembre 1980 in slalom speciale sull'impegnativo tracciato 3-Tre di Madonna di Campiglio (10º); convocato per i XIV Giochi olimpici invernali di Sarajevo 1984, onorò la partecipazione vincendo a sorpresa la medaglia di bronzo nello slalom speciale, preceduto solo dai gemelli statunitensi Phil e Steve Mahre, e classificandosi 14º nello slalom gigante. Il 21 gennaio 1986 conquistò a Parpan in slalom speciale l'unica vittoria in Coppa del Mondo, nonché primo podio; l'anno dopo partecipò ai Mondiali di Crans-Montana 1987, piazzandosi 13º nello slalom speciale (suo primo piazzamento iridato), e ottenne l'ultimo podio in Coppa del Mondo, il 21 marzo a Sarajevo nella medesima specialità (3º alle spalle degli sciatori jugoslavi Grega Benedik e Bojan Križaj). Sempre in slalom speciale ai Mondiali di Vail 1989 fu 12º (suo ultimo piazzamento iridato) e il 4 marzo 1990 ottenne a Veysonnaz l'ultimo piazzamento in Coppa del Mondo, nonché ultimo piazzamento agonistico (9º).

### Altre attività
Dopo il ritiro divenne editore di una rivista sportiva, Abondance.

## Palmarès

### Olimpiadi
- 1 medaglia:
  - 1 bronzo (slalom speciale a Sarajevo 1984)

### Coppa del Mondo
- Miglior piazzamento in classifica generale: 25º nel 1986
- 3 podi (tutti in slalom speciale):
  - 1 vittoria
  - 1 secondo posto
  - 1 terzo posto

#### Coppa del Mondo - vittorie
| Data            | Località | Paese    | Specialità |
| --------------- | -------- | -------- | ---------- |
| 21 gennaio 1986 | Parpan   | Svizzera | SL         |

Legenda:

SL = slalom speciale

### Campionati francesi
- 6 ori[1] (tra i quali: slalom gigante[senza fonte] nel 1982; slalom speciale[senza fonte] nel 1983; slalom speciale[senza fonte] nel 1984; slalom speciale[senza fonte] nel 1986; slalom speciale[senza fonte] nel 1988)